# Benic, Alba
Benic (în maghiară Borosbenedek, colocvial Benedek, în germană Bendesdorf) este un sat în comuna Galda de Jos din județul Alba, Transilvania, România.

## Istoric
În Evul Mediu a fost posesiune a cetății regale (királyvár) de la Craiva. Până în secolul al XVI-lea a fost locuit în mod compact de maghiari. La 1630 au fost aduși aici români moldoveni. În 1784, în timpul răscoalei lui Horea, a fost distrus conacul nobiliar. În anul 1849 au fost uciși 143 de civili maghiari din Benic.

## Demografie
- 1910: localitatea avea 920 locuitori, dintre care: 874 erau români, iar 46 maghiari. Din punct de vedere al cultelor, în localitate, 844 erau greco-catolici, 35 erau ortodocși, 24 erau reformați, 13 erau romano-catolici, iar 4 erau de religie mozaică.
- 2002: populația localității era de 524 de locuitori, dintre care: 503 erau români, 18 țigani, iar 3 erau maghiari. Din punct de vedere al confesional în localitatea Benic erau 491 ortodocși și 26 greco-catolici.

## Lăcașuri de cult
În localitate se găsesc ruinele unei vechi biserici catolice din secolele al XIII-lea-al XIV-lea (monument istoric).

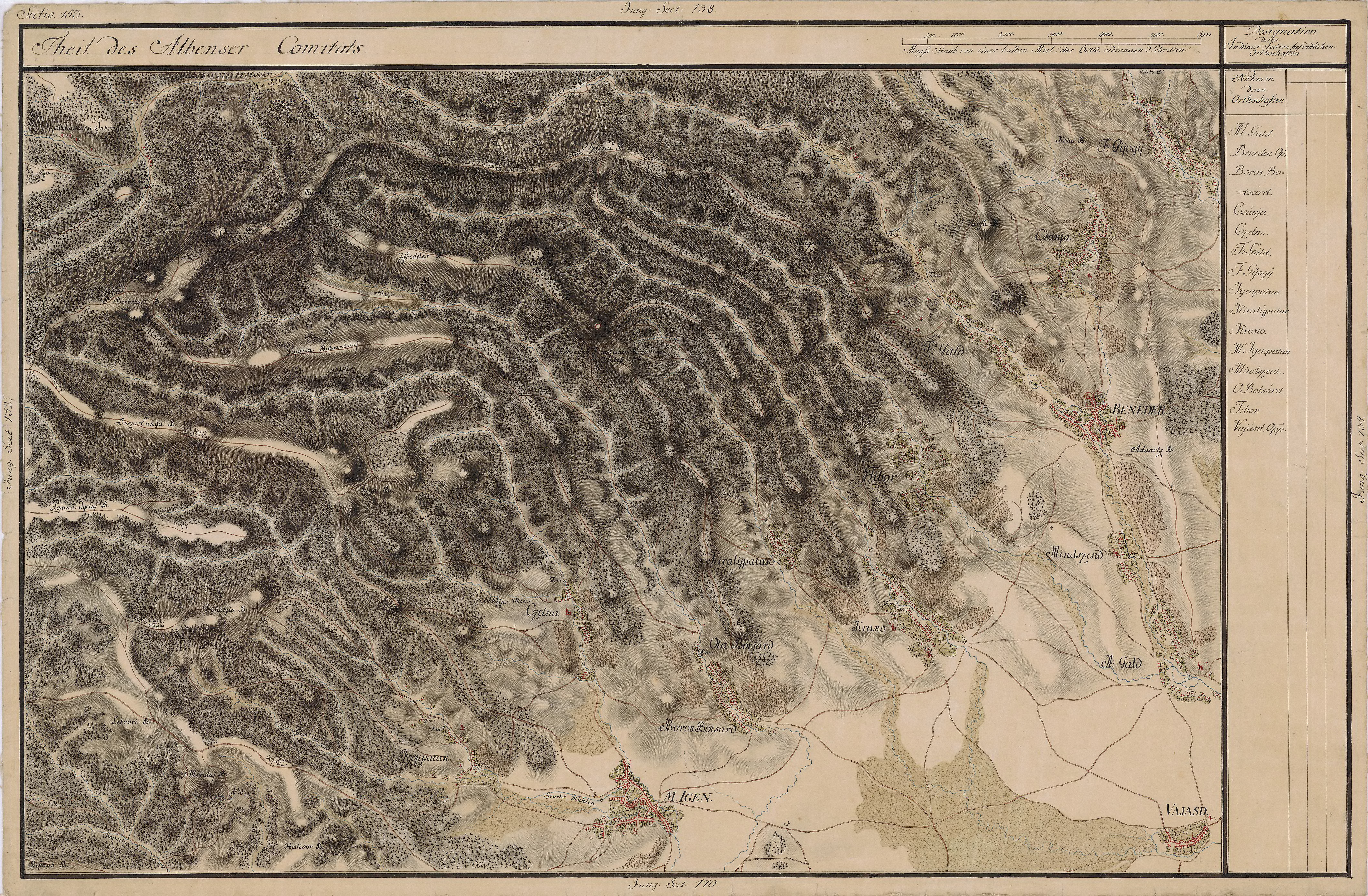
Benic în Harta Iosefină a Transilvaniei, 1769-73

## Personalități
- Gyula Xantus (n. 1919, Benic - d. 1993, Budapesta), pictor, profesor universitar
- Nicolaie Pascu Goia (n. 1922, Benic), sculptor român.